# Stelletta clavosa
Stelletta clavosa är en svampdjursart som beskrevs av Ridley 1884. Stelletta clavosa ingår i släktet Stelletta och familjen Ancorinidae.
Artens utbredningsområde är havet kring Australien. Inga underarter finns listade i Catalogue of Life.